# 駐日ポルトガル大使館
駐日ポルトガル大使館（ちゅうにちポルトガルたいしかん、ポルトガル語: Embaixada de Portugal no Japão、英語: Embassy of Portugal in Japan）は、ポルトガルが日本の首都東京に設置している大使館である。

## 歴史
1860年8月の日葡修好通商条約調印を経て、1866年に駐日ポルトガル公使館が開館。但し、特命全権公使が日本に常駐して信任状を捧呈したのは、明治維新後の1873年11月20日であった。
第二次世界大戦中、皇軍のポルトガル領ティモール（現・東ティモール）占拠により両国関係は断絶したが、サラザール政権は大日本帝国に対して宣戦布告はせず中立を維持。皇軍が帝都上空の制空権を喪失した第二次大戦末期、ポルトガル公使館は他の12ヶ国および1国際機関と同様に軽井沢へ疎開している。
1953年、日葡間の外交関係が再開し、駐日ポルトガル臨時代理公使が東京に着任した。その後、公使館が大使館に昇格して現在に至っている。

## 所在地
2023年1月16日より、下記の住所で運営されている。2023年1月15日までの住所は「東京都千代田区麹町3丁目10-3 神浦麹町ビル5階」であった。
〒106-0031 東京都港区西麻布三丁目6-6

## 大使
2024年12月22日より、ティアゴ・デ・ブリット・ペネードが臨時代理大使を務めている。